# Trois Sœurs
Die Trois Sœurs (französisch für „drei Schwestern“) sind eine bis zu 255 m hohe Hügelkette in der Stadt Niamey in Niger.

## Geographie
Bei den stadtbildprägenden Trois Sœurs handelt es sich um drei unbebaute Hügel, die sich grob in Ost-West-Richtung erstrecken. Der östliche Hügel erreicht eine Höhe von 254 m, der mittlere Hügel eine Höhe von 255 m und der westliche Hügel eine Höhe von 245 m. Sie bestehen aus offen liegendem Laterit. Nördlich der Hügelkette, hin zum Fluss Niger, befindet sich eine urban geprägte Ebene.
Die Trois Sœurs gehören administrativ zum Arrondissement Niamey V. Die an die Hügelkette angrenzenden Stadtteile sind Diamowé im Norden, Nordiré im Osten und Lokoto im Südosten. Die Trois Sœurs hindern wegen Problemen mit der Erosion und der Wasserversorgung die Stadtentwicklung Richtung Süden.

## Fauna
Zu den auf Hügeln beobachteten Vogelarten zählen:
- Schikrasperber (Accipiter badius)
- Bandamadine (Amadina fasciata)
- Steinlerche (Ammomanes deserti)
- Haussegler (Apus affinis)
- Alektoweber (Bubalornis albirostris)
- Grauuhu (Bubo cinerascens)
- Kuhreiher (Bubulcus ibis)
- Kaptriel (Burhinus capensis)
- Heuschreckenbussard (Butastur rufipennis)
- Salvadoribussard (Buteo auguralis)
- Marmornachtschwalbe (Caprimulgus inornatus)
- Maidschwalbe (Cecropis abyssinica)
- Heckensänger (Cercotrichas galactotes)
- Rußheckensänger (Cercotrichas podobe)
- Abdimstorch (Ciconia abdimii)
- Elfennektarvogel (Cinnyris pulchellus)
- Wiesenweihe (Circus pygargus)
- Senegalracke (Coracias abyssinicus)
- Schildrabe (Corvus albus)
- Schwarzschwanz-Lärmvogel (Crinifer piscator)
- Palmensegler (Cypsiurus parvus)
- Bergammer (Emberiza tahapisi)
- Weißwangenlerche (Eremopterix leucotis)
- Grauastrild (Estrilda troglodytes)
- Afrikanischer Silberschnabel (Euodice cantans)
- Feuerweber (Euplectes franciscanus)
- Fuchsfalke (Falco alopex)
- Turmfalke (Falco tinnunculus)
- Graukopfliest (Halcyon leucocephala)
- Senegalliest (Halcyon senegalensis)
- Grünbrust-Nektarvogel (Hedydipna platura)
- Zwergadler (Hieraaetus pennatus)
- Großer Honiganzeiger (Indicator indicator)
- Zwergkönigsfischer (Ispidina picta)
- Wendehals (Jynx torquilla)
- Rotbauch-Glanzstar (Lamprotornis pulcher)
- Purpurglanzstar (Lamprotornis purpureus)
- Goldscheitelwürger (Laniarius barbarus)
- Grautoko (Lophoceros nasutus)
- Blutbrust-Bartvogel (Lybius vieilloti)
- Graubürzel-Singhabicht (Melierax metabates)
- Smaragdspint (Merops orientalis)
- Zwergspint (Merops pusillus)
- Gabarhabicht (Micronisus gabar)
- Schwarzmilan (Milvus migrans)
- Blaumerle (Monticola solitarius)
- Rußschmätzer (Myrmecocichla aethiops)
- Kaptäubchen (Oena capensis)
- Wüstensteinschmätzer (Oenanthe deserti)
- Mittelmeer-Steinschmätzer (Oenanthe hispanica)
- Schwarzschwanz (Oenanthe melanura)
- Steinschmätzer (Oenanthe oenanthe)
- Afrika-Zwergohreule (Otus senegalensis)
- Graukopfsperling (Passer griseus)
- Braunrücken-Goldsperling (Passer luteus)
- Wespenbussard (Pernis apivorus)
- Gartenrotschwanz (Phoenicurus phoenicurus)
- Dorfweber (Ploceus cucullatus)
- Zwergweber (Ploceus luteolus)
- Dotterweber (Ploceus vitellinus)
- Halsbandsittich (Psittacula krameri)
- Blutschnabelweber (Quelea quelea)
- Palmtaube (Spilopelia senegalensis)
- Schuppenköpfchen (Sporopipes frontalis)
- Nordafrikanische Lachtaube (Streptopelia roseogrisea)
- Röteltaube (Streptopelia vinacea)
- Dorngrasmücke (Sylvia communis)
- Senegaltschagra (Tchagra senegalus)
- Perlbartvogel (Trachyphonus margaritatus)
- Erzflecktäubchen (Turtur abyssinicus)
- Wiedehopf (Upupa epops)
- Schmetterlingsfink (Uraeginthus bengalus)[4]